# Christiane Hörbiger
Christiane Hörbiger (Viena, 13 de octubre de 1938-30 de noviembre de 2022) fue una actriz austríaca de cine y televisión.

## Vida y trabajo
Christiane Hörbiger es una de las tres hijas actrices de los actores austriacos Attila Hörbiger (1896-1987) y Paula Wessely (1907-2000). Sus hermanas son Elisabeth Orth y Maresa Hörbiger. También es tía del actor germano-austriaco Christian Tramitz.
Desempeñó papeles en varias películas y series de televisión alemanas y austriacas. Por ejemplo, desde 1999 hasta 2004 desempeñó el papel homónimo en la serie de televisión austriaca Julia - Eine ungewöhnliche Frau (Julia - Una mujer extraordinaria).
En 1995, fue miembro del jurado en el 45.º Festival Internacional de Cine de Berlín.
Fue actriz de voz para el personaje de la señora Caloway (la vaca lechera) en la versión en alemán de la película animada Home on the Range (2004).

## Filmografía seleccionada
- Donauwalzer (1984, película para televisión), como Judith Lichtenberg.
- Das Erbe der Guldenburgs (1987-1990, serie de televisión, 41 episodios), como la condesa Christine von Guldenburg.
- Schtonk! (1992), como Freya von Hepp.
- De vuelta al punto de partida (1994), como Lore Kuballa.
- Alte Liebe - Neues Glück (1996, película para televisión, remake de Mariandl), como Marianne Mühlhuber.
- Julia - Eine ungewöhnliche Frau (1999-2004, serie de televisión, 65 episodios), como la jueza Julia Laubach.
- Alpenglühen (2003, película para televisión), como Rosa Mayrhofer.
- Der Besuch der alten Dame (2008, película para televisión, basada en The Visit), como Claire Zachanassian .

## Premios
Hörbiger recibió numerosos premios por su actuación, entre ellos: 
- 1985: Bavarian Film Awards, Mejor Actriz.[3]
- 1988: Goldenen Kamera.
- 1992: Romy, como la actriz más popular.
- 1992: Bambi.[4]
- 1994: Premios del cine alemán.
- 1996: Romy, como la actriz más popular.
- 1998: Cruz de Honor de Austria para la Ciencia y el Arte, primera clase.[5]
- 1999: Romy. como la actriz más popular.
- 1999: medalla de oro de honor por servicios a la ciudad de Viena.
- 2000: Romy. como la actriz más popular.
- Premio Adolf Grimme 2001 por logros individuales sobresalientes en Julia - eine außergewöhnliche Frau.
- 2001: Goldenen Kamera.
- 2001: Romy, como la actriz más popular.
- 2001: Ciudadanía honoraria de Retz.
- 2001: Cruz de mérito de la República Federal de Alemania.
- 2002: Orden de Karl Valentin.
- 2003: Romy, como la actriz más popular.
- 2004: Chamber actress (Kammerschauspielerin).
- 2005: Golden Pen por su actuación en los últimos 50 años.
- 2008: Deutscher Vorlesepreis con el premio "Herramientas de lectura", por sus méritos como portavoz de audiolibros.
- 2009: Platinum Romy.
- 2009: Premio de Televisión Bávara - Premio Especial.
- 2009: Medalla de oro de la capital Viena.